# 中鋒 (籃球)
中锋（英語：Center），俗稱第五人/五號位置（the five）或大個子（big man），是篮球比赛阵容中的一个位置；一般都由队中最高的球员担任，傳統上被強調在籃下積極強攻並爭奪進攻籃板球。由於具有身高的優勢，一些具備進攻天份的中鋒球員也常常成為在禁區附近投籃得分的主要進攻點。

## 介紹
中鋒雖沒有固定的「身高標準」，但以現今世界籃壇的一般標準，男籃中锋的身高普遍在6呎
10吋（208公分）以上，女籃中锋的身高普遍在6呎3吋（190公分）以上。在技术统计上，中锋通常能貢獻最多的封阻数、较高的投籃命中率以及籃板球成績。一場籃球比賽開始前通常由兩隊的中鋒在中圈跳球。
能夠達到七呎（213公分）以上還能有一定靈巧度的運動員人數有限，少數兼具高度及靈活性的中鋒球員往往能夠成為左右比賽勝負的重要因素。
但是在現今的籃壇以及職業聯賽，中鋒和大前鋒經常由條件相似的球員被賦予類似的責任與戰術，因此已難以明確區隔。以往的中鋒基本上只集中於顏色地帶（或稱三秒區）得分，但現今的籃球比賽許多中鋒具有一定的中距離投射能力，再加上部分中鋒亦能控球，所以不少球迷認為目前的籃球「傳統中鋒」的定義已經十分模糊。
現代籃球中，部份中鋒更具有相當的策應能力，如尼古拉·約基奇。他的助攻數於2020-2021賽季達到8.3。雖然數據並不如約基奇亮麗，但馬克·蓋索也屬全能中鋒，生涯平均每場送出3.4次助攻。這些「全能中鋒」除了具備策應能力，其中距離及外圍投射能力亦高於「傳統中鋒」。
如今的籃球，隨著三分越來越重要，以及陣地戰減少快攻比例以及回合數的增加，中鋒往往除了需要策應分球能力，還必須具有一定的速度或是擁有換防能力，往往球隊會犧牲身材來提升球隊轉換快攻以及戰術的多樣性，這也是所謂的「小球中鋒」，例如安東尼·戴維斯、揚尼斯·阿德托昆博、卓雷蒙·格林。